# Dschemma Sergejewna Firsowa
Dschemma Sergejewna Firsowa (russisch Джемма Сергеевна Фирсова; * 27. Dezember 1935 in Samarkand, Usbekische Sozialistische Sowjetrepublik; † 8. Mai 2012 in Moskau) war eine sowjetische bzw. russische Filmschauspielerin und Filmregisseurin.

## Leben
Firsowas Vater war Militäringenieur, sodass die Familie während des Deutschen Angriffskriegs gegen die Sowjetunion häufig umzog entsprechend den wechselnden Einsätzen des Vaters an den Fronten. Seit ihrer Kindheit begeisterte sie sich für Geschichte. Sie studierte in Moskau am Staatlichen Allunionsinstitut für Kinematographie (WGIK) in der Regie-Fakultät. Sie absolvierte Oleksandr Dowschenkos Kurs und nahm an Sergei Gerassimows und Michail Romms Werkstätten teil. Das Studium schloss sie 1960 ab. Sie heiratete den Kameraoperateur Wladislaw Mikoscha (1909–2004).
Wie der Filmwissenschaftler Wladimir Dmitrijew später bemerkte, fiel Firsowa durch ihre ungewöhnliche eigenartige und unsowjetische Schönheit auf, sodass sie eingeladen wurde, Rollen von Frauen mit seltsamen Leben aus einer anderen Welt zu spielen.
In dem Fantasyfilm Das purpurrote Segel von Alexander Ptuschko (1961) nach Alexander Grins Roman Das Purpursegel spielte Firsowa die Mutter Lilian Grey des Kapitäns Arthur Grey, der auf seinem Schiff mit rotem Segel die verwaiste und einem Prinzen versprochene Assol abholte und heiratete. Im Film Krieg und Frieden (1967) von Sergei Bondartschuk nach Lew Tolstois Krieg und Frieden spielte sie die Fürstin Katisch (Jekaterina) Mamontowa.
Nach dem Studium arbeitete Firsowa im Filmstudio Mosfilm im Dokumentarfilmbereich und bearbeitete insbesondere militärische Themen. Ihre Filme gewannen Preise und wurden auf nationalen und internationalen Filmfestivals ausgezeichnet. Sie drehte 1966 ihren einzigen Spielfilm Na polputi k Lune (Auf halbem Weg zum Mond) nach Wassili Pawlowitsch Aksjonows gleichnamiger Erzählung (1966).
In den späten 1970er und frühen 1980er Jahren arbeitete Firsowa bei Goskino als Chefredakteurin der Gruppe der militärischen und patriotischen Spielfilme.
Nach der Nuklearkatastrophe von Tschernobyl am 26. April 1986 beteiligte sich Firsowa an der Gründung der Organisation Union Tschernobyl. In der Folge wurde sie zur Leiterin einer der unabhängigen Expertengruppen ernannt. Im Übrigen betätigte sie sich als Journalistin für ökologische Probleme und als Kunst- und Musikkritikerin. Sie veröffentlichte zwei Gedicht-Bände. Sie war Präsidentin des sowjetischen bzw. russischen Frauenfeldhockeyverbands.

## Ehrungen, Preise
- Goldene Feder Russlands des Journalistenverbands Russlands
- Staatspreis der UdSSR (1973) für die Regie des Dokumentarfilms Winter und Frühjahr 45 (1972)[1][2]
- Leninpreis (1980) für die Regie des Dokumentarfilms Kampf um den Kaukasus der Serie über den Großen Vaterländischen Krieg (1979)[1][2]
- Preis des Allunionsfilmfestivals (1984) für die Regie des Dokumentarfilms Warnung vor Gefahren (1983)
- Preis der Fédération Internationale de la Presse Cinématographique auf dem Internationalen Filmfestival Karlovy Vary (1984) für die Regie des Dokumentarfilms Warnung vor Gefahren (1983)
- Preis der Fédération Internationale de la Presse Cinématographique auf dem Internationalen Filmfestival Karlovy Vary (1985) für die Regie des Dokumentarfilms Ein Versuch über die Zukunft (1985)